# Ljudi na mostu
Ljudi na mostu (Люди на мосту) è un film del 1959 diretto da Aleksandr Grigor'evič Zarchi.